# Лісна Тарновиця
Лісна́ Тарнóвиця — село в Україні, у Надвірнянській міській громаді Надвірнянського району Івано-Франківської області. Населення становить 1675 осіб.

## Історія
Село було засновано 3 сім'ями, які переселилися на сучасну територію села, неподалік річки Стримби. Це було зумовлено тим, що перше село, яке знаходилося біля сучасного цегельного заводу, вимерло від чуми і Гнат Білейчук із своєю сім'єю також, до них приєдналися інші, що вижили під час чуми. Це був Пантелеймон Мочарний, він був солтисом старого села  і саме він поїде за дозволом до великого пана в Надвірну, пан дав згоду і дав їм грамоту. В грамоті було сказано, що Білейчукам та Мочарним дозволено було заселяти цю територію (ім'я 3 сім'ї не збереглося, але точно знаємо, що було 3 сім'ї, можливо вони всі померли від чуми). Переселившись ближче до річки їм довелося вичищувати цю територію, тут було неймовірно багато терену та густого лісу. Заселення села проходило по Стримбі. Незабаром сюди приїхав польський пан із своєю сім'єю, він поселиться там де зараз розташована Школа. Панів звали Заводські, хоча зараз Заводських немає ,але їхні слуги ще живуть в нашому селі (із документів, що збереглися від маєтку панів Заводських, нам відомо, що із Паном приїхав писар  Тарас Волошинюк із сім'єю та інші які не збереглися на папері).

## Населення

### Мова
Розподіл населення за рідною мовою за даними перепису 2001 року:
| Мова       | Кількість | Відсоток |
| ---------- | --------- | -------- |
| українська | 1674      | 99.94%   |
| російська  | 1         | 0.06%    |
| Усього     | 1675      | 100%     |

## Сьогодення
У селі працює навчально-виховний комплекс зі спортзалом, актовим залом, їдальнею. Є фельдшерсько-акушерський пункт на один кабінет, будинок культури, бібліотека.

## Релігія
На території села зареєстровані дві церкви: УГКЦ «Святих Косми і Дам'яна», отець Василь Нагорняк, та ПЦУ «Архистратига Михаїла», отець Михайло Максим'юк.

### Церква Свв. Косми і Дем'яна
Існуюча дерев'яна церква зведена греко-католицькою громадою села в 1904 р. Також в історії церкви фігурує 1800 рік - очевидно, саме тоді збудували попередню дерев'яну церкву. Вартість будівництва церкви свв. Косми і Дем'яна склала 6 600 рублів, площа будівлі - 162 кв.м. Будівництво розпочав о. Корнелій Петровський (1849 р.н.). Після його смерті парохом був о. Сов’яковський. Церква була зачинена з 1961 по 1990 рр., деякий час служила краєзнавчим музеєм. Церква ремонтована в 1990-х рр. Пам'ятка архітектури місцевого значення. Церква в користуванні громади УГКЦ.  Дуже типова зовні хрещата одноверха церква в Лісній Тарновиці знаходиться в самому центрі, при головній дорозі. Шальовані "під ялинку" дерев'яною вагонкою стіни підопасання, інші стіни і дахи - все було під бляхою, пластикові вікна у стінах церкви, двосхилий дашок з кованими опорами над входом до присінку...  Між 2014 і 2016 роками стіни над опасанням і восьмерика ошалювали фальшбрусом, усі дахи перекрили блискучою бляхою. А з північного заходу від церкви збереглася дерев'яна квадратова в плані триярусна дзвіничка (зовні ремонтована аналогічно церкві) - ось і все, мабуть, як можна описати стару святиню в цьому селі...